# Dictionnaire universel
Le Dictionnaire universel contenant généralement tous les mots françois tant vieux que modernes et les termes de toutes les sciences et des arts est un ouvrage d'Antoine Furetière paru en 1690.

## Contexte
Furetière est membre de l'Académie française depuis 1662, et participe à l'élaboration de son Dictionnaire aux côtés de Corneille, Bossuet, Racine, Boileau et La Fontaine. Mais les travaux, entrepris en 1638, n'avançant pas, Furetière se lance en parallèle dans l'élaboration d'un dictionnaire personnel.
Il obtient en août 1684 un privilège royal pour un dictionnaire universel contenant généralement tous les mots français, tant vieux que modernes, et les termes de toutes les sciences et des arts.
Fin 1684, il publie à Amsterdam des Essais d'un dictionnaire universel présentant 350 mots, précédés d’une Épitre au roi et d’un Avertissement. Dans celui-ci, il définit son travail comme un simple Supplément au dictionnaire de l’Académie, répertoriant les mots des arts et des techniques. Mais dans l’Épitre, il déclare avoir « entrepris une encyclopédie de la langue française », critique le privilège accordé à l’Académie défendant « à toutes personnes de faire aucun Dictionnaire français pendant vingt ans à compter du jour que celui de l’Académie sera imprimé », et fait remarquer que celle-ci, en 50 ans « en a fait à peine la moitié. »
Début 1685, l’Académie envoie Racine, La Fontaine et Boileau demander à Furetière de renoncer à son entreprise, ce qu’il refuse. Une vingtaine de membres de l’Académie vote alors en faveur de son exclusion, et demande au roi de révoquer le privilège de Furetière pour son Dictionnaire, et de confirmer son exclusion. Louis XIV refuse, et renvoie l’affaire aux tribunaux ordinaires.
Furetière répond en publiant le premier de ses trois Factums, « contre quelques-uns des Messieurs de l'Académie française. » Il défend, à l'aide d'arguments juridiques, la validité de son privilège, annonce pour son dictionnaire 40 000 mots contre 8 000 pour celui de l'Académie, et réfute ainsi les accusations de plagiat qui lui sont faites. Pour le prouver, il publie une comparaison entre le dictionnaire de l'Académie, celui de Richelet et le sien.
Cependant, en mars 1685, le privilège de Furetière est abrogé, les Essais sont saisis et défense est faite à tous les libraires, sous peine de 3 000 livres d’amende, de les imprimer, vendre et débiter. S'ensuivent, jusqu'à la mort de Furetière en 1688, trois années de polémiques — en particulier avec son ennemi Charpentier —, de recours, de plaidoiries, d'attaques ad hominem  d'une violence croissante.
Le second Factum met les rieurs de son côté par sa description féroce des séances de préparation du Dictionnaire : « Le jeune abbé Tallemant est celui qui fournit le plus. Il y a quelque temps qu'il s'agissait de définir l'Océan. On lui dit que c'était la grande mer qui entourait toute la terre. Il s'y opposa fortement, et dit qu'au contraire c'était la terre qui environnait la mer. On lui répliqua qu'il fallait dire pareillement que ce n'étaient point les fossés qui entouraient la ville, mais que c'était la ville qui entourait les fossés. Il persista en son opinion en disant qu'il n'y avait point de mer qui n'eût son rivage, et cette contestation ne finit point qu'il n'en eût coûté quarante francs au roi. » ;  « C'est à Benserade que le Dictionnaire aura l'obligation de la longueur du travail ; car il est opiniâtre et brailleur, et quelque trait d'ignorance qu'il propose, il le soutient avec tant de bruit et de colère, qu'il faut que les autres cèdent à son avis pour avoir la paix. » ; « Cet ouvrage est une vraie toile de Pénélope dont on défait en un jour ce qu'on a fait en un autre ; ce qui est cause qu'on ne doit pas s'étonner des cinquante ans employés à n'en faire que la moindre partie. Je me souviens, entr'autres, que cela est arrivé depuis peu au mot oreille. Après avoir pendant trois vacations fait la définition du mot, on en employa deux autres à la corriger, et on trouva à la fin qu l'oreille était l'organe de l'ouïe. »
Ces factums sont, en décembre 1686, déclarés « diffamatoires » et interdits d'impression et de vente. Cela n'empêche pas Furetière d'en faire circuler un troisième, développant à nouveau ses arguments juridiques. Il publie également les Couches de l’Académie, poème allégorique et burlesque, dans lequel une princesse vieille et ridée, enceinte depuis 50 ans, tente de mettre au monde un enfant nommé Dictionnaire, mais n'accouche que d'un cul-de-jatte maigre et décharné, mais pourvu d'une barbe blanche fort touffue.
Finalement Furetière, épuisé et qui se sait malade, donne son accord aux propositions anciennes de Pierre Bayle de publier son Dictionnaire universel à Amsterdam. Celui-ci paraît en 1690, deux ans après la mort de Furetière, et obtient un grand succès. Celui de l'Académie, publié en 1694, est accueilli plus froidement.

## Querelle
La querelle, contemporaine de celle des Anciens et des Modernes, est plus qu'un simple confit entre une institution royale jalouse de ses prérogatives et l'un de ses membres, même « hautain, querelleur et dissimulateur ».
D'un point de vue juridique, Furetière remet en cause, non tant le privilège lui-même accordé à l'Académie pour publier son dictionnaire, mais son exorbitance : ne pas pouvoir publier de dictionnaire pendant les vingt ans suivant celui de l'Académie n'est pas seulement le protéger contre le plagiat et la contrefaçon, c'est interdire pendant des décennies la publication de tout autre dictionnaire, ce qui revient à confisquer la propriété du langage.
D'un point de vue lexicographique, Furetière se fait l'avocat d'une langue riche et entière, incluant les termes spécialisés des arts et des sciences, ainsi que les termes anciens, qu'il considère comme indispensables pour comprendre l'histoire, les anciennes ordonnances et coutumes. Alors que l'Académie ne retient, sur des critères  flous d'ailleurs critiqués par La Fontaine, que des termes utilisés par le peuple ou à la Cour, dont il s'agit de fixer l'usage. Furetière critique également le classement des mots par racines au détriment de l'ordre alphabétique.
D'un point de vue linguistique, Furetière prend acte du caractère évolutif de la langue, et du fait que chaque mot peut avoir plusieurs sens — sens propre, sens figuré, sens technique —, qu'il s'agit de refléter plutôt que d'en fixer la norme. Car, si selon l'article 24 de ses statuts, « la principale fonction de l’Académie est de travailler avec toute la diligence possible à donner des règles certaines à notre langue et à la rendre pure, éloquente et capable de traiter les arts et les sciences », elle cherche surtout à établir les règles du bel usage, l’élégance l’emportant sur la stricte correction ou la savante érudition. Elle recherche la pureté du langage, plutôt que de reconnaître sa fonction de communication, alors que Furetière souhaite couvrir l'universalité du savoir linguistique

## Contenu
Le contenu du Dictionnaire universel est le reflet des connaissances de son temps : « Ce qui frappe d'abord, c'est la prédominance du vocabulaire médical sur les autres. Les sciences mathématiques, astronomie comprise, sont beaucoup plus mal partagées, et d'autres sciences n'ont pour ainsi dire aucun matériel verbal à elles. Quant aux sciences médicales – ou plutôt à l'art médical – , la multiplicité des termes ne doit pas faire illusion sur la valeur de ce vocabulaire. II est abondant, il est technique, mais n'a rien de scientifique. »
Les révisions, corrections et additions faites sous la direction de Basnage de Beauval pour la seconde édition en 1702 sont considérables. Presque tous les articles sont retouchés ou refondus, avec la collaboration de spécialistes pour les termes scientifiques. La Préface le constate : « À peine pourrait-il [Furetière] réclamer la moitié de tout l'ouvrage. » Il en est de même pour les éditions successives, ce qui permet à Brutel de la Rivière, l'éditeur de celle de 1727 d'employer le terme d'Encyclopédie.
Par ailleurs, la seconde édition de 1702 est qualifiée d'« édition protestante. » Basnage de Beauval s'en explique dans sa Préface : « C'est pourquoi j'ai retranché tous les termes injurieux dont Mr l'Abbé Furetière s'était servi, en parlant des Communions qui ne reconnaissaient point le Pape pour Chef. Ce zèle fulminant & insultant ne choque pas moins les lois du christianisme, que celle de la bienséance. » S'ensuit une polémique initiée par les Jésuites catholiques du Journal de Trévoux, qui recopient le Furetière de 1702, l'expurgent, et en font le Dictionnaire de Trévoux.
Le Furetière reste un ouvrage de référence : « Il est sans doute possible le meilleur dictionnaire de son époque et restera dans sa conception, sa méthode et sa rédaction, le meilleur jusqu'à celui de Littré deux siècles plus tard ».

## Éditions

### Dictionnaire universel
- 1684 : Essais d’un dictionnaire universel, contenant generalement tous les mots françois tant vieux que modernes, & et les termes de toutes les sciences et des arts, sans lieu, 1684. Lire en ligne.
- 1690 : Dictionnaire universel contenant généralement tous les mots françois tant vieux que modernes et les termes de toutes les sciences et des arts, préface de Pierre Bayle, La Haye et à Rotterdam, chez Arnout & Reinier Leers, 1690. Tome I : A-K ; Tome II : L-Z
- 1702 : Dictionnaire universel, contenant généralement tous les mots françois tant vieux que modernes, & les termes des sciences et des arts, recueilli et compilé par feu messire Antoine Furetière, 2eédition revue, corrigée et augmentée par M. Basnage de Bauval, La Haye et à Rotterdam, chez Arnoud et Reinier Leers, 1702. Tome I : A-H ; Tome II : I-Z
- 1708 : Dictionnaire universel, contenant généralement tous les mots françois tant vieux que modernes, & les termes des sciences et des arts, recueilli et compilé par feu messire Antoine Furetière, troisième édition, revue, corrigée & augmentée par monsieur Basnage de Bauval, Rotterdam, Reinier Leers, 1708. Tome I : A-D ; Tome II : E-N ; Tome III : O-Z
- 1727 : Dictionnaire universel, contenant généralement tous les mots françois tant vieux que modernes et les termes des sciences et des arts, recueilli et compilé premièrement par M. Antoine Furetière, ensuite corrigé et augmentée par M. Basnage de Bauval,, et en cette nouvelle édition, revu, corrigé et considérablement augmenté par M. Brutel de la Rivière, La Haye, Husson et alii, 1727. Tome I : A-D ; Tome II : E-K ; Tome III : L-P ; Tome IV : Q-Z
- 1978 : Le Dictionnaire universel, préfacé par Pierre Bayle, précédé d'une biographie de son auteur et d'une analyse de l'ouvrage par Alain Rey, Le Robert, 1978, 3 volumes.  (ISBN 2-85036-005-8)

### Factums
- Recueil des factums d'Antoine Furetière, de l'Académie françoise, contre quelques-uns de cette Académie ; suivi des preuves et pièces historiques données dans l'édition de 1694, avec une introduction et des notes historiques et critiques par M. Charles Asselineau, Poulet-Malassis et De Broise, 1859. Tome I ; Tome II.

### Ouvrages
- François Ost, Furetière, la démocratisation de la langue, Michalon, 2008 (ISBN 9782841864584, lire en ligne)

- Marine Roy-Garibal, Le Parnasse et le palais. L’œuvre de Furetière  et la genèse du premier dictionnaire encyclopédique en langue française, Honoré Champion, 2006 (ISBN 9782745312020)

### Articles
- Christophe Angebault, « Censeurs et critiques dans le Dictionnaire universel : contrôle des mœurs, contrôle des mots », Littératures classiques, no 47,‎ 2003 (lire en ligne)
- Claire Badiou-Monferran, « La Logique aux frontières de la Grammaire et de la Rhétorique dans le Dictionnaire de Furetière », Littératures classiques, no 47,‎ 2003 (lire en ligne)
- Claire Badiou-Monferran, « La polygraphie dans le Dictionnaire universel d’Antoine Furetière », Littératures classiques, no 49,‎ 2003 (lire en ligne)
- Mathilde Bombart, « Les exemples littéraires dans le Dictionnaire universel », Littératures classiques, no 47,‎ 2003 (lire en ligne)
- Frédéric Briot, « Au miroir brot des muses, ou l’usuel et la poésie dans le Dictionnaire de Furetière », Littératures classiques, no 47,‎ 2003 (lire en ligne)
- Jean-Pierre Cavaillé, « L’intrigue et le micmac : pratiques dissimulatrices et déceptives dans le Dictionnaire universel de Furetière », Littératures classiques, no 47,‎ 2003 (lire en ligne)
- Robert Descimon, « La chicane contre la justice. Quel paradigme du droit dans le Dictionnaire universel de Furetière ? », Littératures classiques, no 47,‎ 2003 (lire en ligne)
- Florence Dumora, « Propre et figuré dans le Dictionnaire universel », Littératures classiques, no 47,‎ 2003 (lire en ligne)
- Sophie Houdard, « Quand les matous vont au sabbat... Démons et sorciers dans le Dictionnaire universel », Littératures classiques, no 47,‎ 2003 (lire en ligne)
- Michel Jourde, « L'article ornithologie dans le Furetière : les sciences de la nature entre « simples mots » et « infinité de choses » », Littératures classiques, no 47,‎ 2003 (lire en ligne)
- Élisabeth Lavezzi, « Langue des peintres, langue de la peinture dans le Dictionnaire de Furetière », Littératures classiques, no 47,‎ 2003 (lire en ligne)

- Alise Lehmann, « La citation d'auteurs dans les dictionnaires de la fin du XVIIe siècle (Richelet et Furetière) », Langue française, no 106,‎ 1995 (lire en ligne)

- Jean Macary, « Les Dictionnaires universels de Furetière et de Trévoux, et l'esprit encyclopédique moderne avant l'Encyclopédie », Diderot Studies, no 16,‎ 1973 (lire en ligne)
- Myriam Maître, « Langue imprimée, savoir alphabétique, effractions de la voix », Littératures classiques, no 47,‎ 2003 (lire en ligne)
- Sara E. Melzer, « Le Nouveau Monde et la Querelle des Anciens et des Modernes dans le Furetière », Littératures classiques, no 47,‎ 2003 (lire en ligne)
- Hélène Merlin-Kajman, « Le public et ses envers, ou l’archaïsme de Furetière », Littératures classiques, no 47,‎ 2003 (lire en ligne)
- Hélène Merlin-Kajman, « Sens contraire, ironie et négation dans le Dictionnaire universel de Furetière », Langue Française, no 143,‎ 2004 (lire en ligne)
- Claudine Nédélec, « Le burlesque dans le Furetière », Littératures classiques, no 47,‎ 2003 (lire en ligne)
- Silje Normand, « Poison, maladie et métaphore dans le Dictionnaire universel », Littératures classiques, no 47,‎ 2003 (lire en ligne)
- François Ost, « La querelle des dictionnaires. À qui appartient la langue ? », Bulletins de l'Académie Royale de Belgique, vol. 16, nos 7-12,‎ 2005 (lire en ligne)
- Bérengère Parmentier, « Abondance et singularité : un Dictionnaire universel des variations du sens », Littératures classiques, no 47,‎ 2003 (lire en ligne)

- Jean Pruvost, « Dictionnaires monolingues au double public depuis 1680 et dictionnaires culturels », La Linguistique, vol. 48, no 1,‎ 2012 (lire en ligne)
- Dinah Ribard, « Les lieux et les temps de la philosophie dans le Dictionnaire universel », Littératures classiques, no 47,‎ 2003 (lire en ligne)
- Marine Roy-Garibal, « Furetière et le droit bourgeois de la langue », Littératures classiques, no 40,‎ 2000 (lire en ligne)
- Pierre Sema, « Le dictionnaire roturier de Furetière, ou le noble démystifié par l’alphabet », Littératures classiques, no 47,‎ 2003 (lire en ligne)
- Agnès Tutin, Chantal Wionet, Nathalie Lanckriet, « SGML pour l’informatisation des dictionnaires anciens : l’expérience du Dictionnaire Universel de Furetière revu par Basnage (1702) », Le médiéviste et l'ordinateur, no 38,‎ 1999 (lire en ligne)
- Chantal Wionet, « Les rééditions du Dictionnaire universel de Furetière par Basnage de Bauval : une influence oubliée mais la postérité assurée », Musée virtuel des dictionnaires,‎ 1999 (lire en ligne)